# التخصصات الجيولوجية
التخصصات الجيولوجية هو مصطلحٌ صاغتهُ جمعيةُ الأعمالِ الجغرافيةِ المهنية للإشارةِ إلى مختلفِ التخصصاتِ التقنيةِ التي تشملُ الهندسة وخدماتِ الأرضِ والبيئةِ المُطبّقةِ على الظروفِ أو الهياكلِ أو التكويناتِ الموجودةِ تحتَ الأرضِ ("تحتَ السطح")، وعلى سطحِ الأرض، والمُتّصلةِ بسطحِ الأرض. وتشملُ التخصصاتُ الرئيسية، كفئاتٍ رئيسية:
- هندسةُ المساحةِ الجغرافية
- هندسةُ الأرض
- الجيولوجيا وهندسةُ الجيولوجيا
- الهندسةُ الجيولوجية
- الجيوفيزياء
- الهندسةُ الجيوفيزيائية
- العلومُ البيئيةُ والهندسةُ البيئية
- هندسةُ واختبارُ موادّ البناء
- خدماتٌ جغرافيةٌ مهنيةٌ أخرى.

يتضمّنُ كلُّ تخصصٍ تخصّصاتٍ فرعية، يتمّ الاعترافُ بالعديدِ منها من خلالِ التعييناتِ المهنيةِ التي تمنحُها الحكوماتُ والجمعياتُ أو الرابطاتُ بناءً على تعليمِ الشخصِ وتدريبهِ وخِبرتهِ وإنجازاتِهِ التعليمية. في الولاياتِ المتحدة، يجبُ أنْ يكونَ المهندسونَ مُرَخّصين في الولايةِ أو الإقليمِ الذي يُمارسونَ فيهِ الهندسة. تُرخّصُ مُعظمُ الولاياتِ الجيولوجيين، وتُرخّصُ العديدُ من الولاياتِ "مهنيّي المواقع" البيئية. تُرخّصُ العديدُ من الولاياتِ جيولوجيّي الهندسةِ وتُعترفُ بهندسةِ الأرضِ من خلالِ قانونِ منحِ لقبِ هندسةِ الأرض.

## هندسة جيوتقنية
على الرغم من أن الهندسة الجيوتقنية تطبّق لأغراض متعدّدة، إلا أنّها ضرورية لتصميم الأساسات. وعلى هذا النحو فإن الهندسة الجيوتقنية تطبّق على كلّ هيكل موجود أو جديد يشمل ذلك المباني والطرق والجسور والأنفاق والموانئ والمطارات والخزانات وما إلى ذلك.
يشمل عمل الهندسة الجيوتقنية عادةً دراسة الظروف تحت السطح باستخدام تقنيات مختلفة لأخذ العيّنات، والاختبار في الموقع، وتقنيات أخرى لتوصيف الموقع. عادةً ما تكون أداة الخدمة المهنية في هذه الحالات هي تقرير ينقل من خلاله مهندسو الأرض المعلومات التي تمّ تكليفهم بتقديمها، وهي عادةً: النتائج التي توصّلوا إليها؛ آراؤهم حول موادّ وظروف ما تحت السطح؛ حكمهم على كيفية تصرّف الموادّ والظروف تحت السطح التي يفترض وجودها عند تعرّضها للأحمال أو استخدامها كموادّ بناء؛ وتوصياتهم الأولية لاستخدام الموادّ أو أنظمة الأساسات المناسبة، والأخيرة تستند إلى معرفتهم بحجم الهيكل وشكله ووزنه وما إلى ذلك، والتفاعلات المحتملة بين ما تحت السطح والبنية.

## روابط خارجية
- أكاديمية المتخصصين الجغرافيين
- ADSC: الجمعية الدولية لحفر الأساسات
- الجمعية الأمريكية للمهندسين المدنيين
- جمعية الجيولوجيين البيئيين والهندسيين
- ASTM الدولية
- CalGeo: جمعية الهندسة الجيوتقنية في كاليفورنيا
- CENews - لقطاع الهندسة المدنية
- معهد الأساسات العميقة
- أخبار علوم الأرض، الخرائط، القاموس، المقالات، الوظائف
- مؤسسة مساحي الهندسة المدنية
- المعهد الجيولوجي للجمعية الامريكية للمهندسين المدنيين
- الجمعية الجيولوجية الامريكية
- الاتحاد الأوروبي للجيولوجيين
- رابطة الأعمال الجيوفيزيائية
- مجلس الكود الدولي (ICC)